# ریچارد فلتون اوت کالت
ریچارد فلتون اوت کالت (‎/ˈaʊtkɔːlt/‎؛ ۱۴ ژانویه ۱۸۶۳ – ۲۵ سپتامبر ۱۹۲۸) نویسنده، طراح و نقاش آمریکایی حرفهٔ خود را به عنوان طراح فنی توماس ادیسون آغاز کرد و سپس به عنوان کاریکاتوریست وارد مطبوعات شد. او کمیک استریپ کوچه هوگان را در ۵ می سال ۱۸۹۵ خلق کرد و با شخصیت بچه زرد و باستر براون به پایه‌گذار صنعت کمیک مدرن بدل شد.

## زندگی و کار
ریچارد فلتون اوت کالت در ژانویهٔ ۱۸۶۳ در لنکستر اوهایو بدنیا آمد و از سال ۱۸۷۸ تا ۱۸۸۱ در مدرسهٔ طراحی مک مکین به تحصیل پرداخت و پس از فارغ‌التحصیلی، به نقاشی تجاری مشغول شد و به عنوان طراح فنی توماس ادیسون حرفهٔ خود را آغاز کرد. بعدها او برای مجله Street Railway و Electrical World، که متعلق به یکی از دوستان ادیسون بود، کار کرد و در کنار آن، در مجلات طنز تروث، پاک، جاج و لایف تصویر سازی کرد. در یکی از این تصاویر که برای تروث خلق کرده بود، می‌توان پسر بچه ای را در پائین تصویر دید که بعدها به بچه زرد معروف گشت.

## منابع

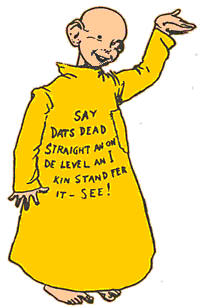
بچه زرد